# Cape Campbell Lighthouse
Cape Campbell Lighthouse ist ein Leuchtturm auf Cape Campbell im Marlborough District auf der Südinsel Neuseelands. Er befindet sich an der Südküste nahe der Zufahrt zur Cookstraße. Der Turm erhielt seinen Namen nach dem Kap, auf dem er steht, dieses wiederum wurde von James Cook zu Ehren von Vizeadmiral John Campbell benannt.
In den Jahren 1845 bis 1947 kam es in dem umliegenden Küstengebiet zu mindestens 18 Schiffbrüchen, darunter der Untergang des aus New Bedford stammenden Walfängers Alexander im Jahre 1858, bei dem ein Besatzungsmitglied starb.

## Erster Turm
James Balfour, seit 1866 Marineingenieur und Dampfschiffinspektor des Leuchtturmbetreibers Marine Department entwarf etwa 10 Jahre nach dem Unglück einen Turm für das damals als Standort ausgesuchte Kap, starb aber bei einem Bootsunfall, bevor er errichtet werden konnte.
Der erste Turm wurde 1869 als Holzkonstruktion errichtet und ging am 1. August 1870 in Betrieb. Der Turm mit einer Optik Zweiter Ordnung wurde ursprünglich mit einem Ölbrenner beleuchtet. Als erster Leuchtturmwärter, William Hendle, war zuvor auf dem Turm auf Mana Island tätig. Von 1872 bis 1878 arbeitete er auf dem Pencarrow Head Lighthouse und kehrte dann zurück. Er starb am 30. März 1881 im Alter von 50 Jahren im Lampenhaus des Leuchtturms. Trotz des Turmes kam es 1871 zum Verlust des zwischen Lyttelton und Havelock verkehrenden Schiffes Rifleman, bei dem alle Besatzungsmitglieder umkamen. Der Turm erwies sich als wenig widerstandsfähig. Obwohl er bereits zwei Jahre nach dem Bau verstärkt wurde, war das Gebäude 1898 so baufällig, dass man sich für einen Neubau entschied.

## Zweiter Turm
Der gusseiserne Ersatzbau wurde in England in den Thames Iron Works (Judd Engineering) hergestellt und zerlegt nach Neuseeland transportiert. Der neue Turm wurde im Oktober 1905 in Betrieb genommen und der alte Turm noch im gleichen Jahr abgebrochen; von ihm sind heute nur die Fundamente und die Zugangstreppe erhalten. Der neue Turm erhielt ein in Neuseeland unübliches Ringmuster, um vor der Umgebung besser aufzufallen. Die beiden anderen so gestalteten Türme in Neuseeland sind Cape Palliser Lighthouse und Dog Island Lighthouse.
1897 wurde im Leuchtturmwärterhaus das erste Postamt in einem neuseeländischen Leuchtturm eingerichtet. Im Juli 1938 wurde der Ölbrenner durch eine 1000-W-Lampe ersetzt, die von einem Dieselgenerator mit Strom versorgt wurde. In den 1960er Jahren wurde ein Anschluss an das Stromnetz geschaffen. Mit der Automatisierung des Turmes 1986 verließ der letzte Leuchtturmwärter den Turm. Seitdem wird der Turm vom Sitz von Maritime New Zealand in Wellington ferngesteuert. Im November 2003 erfolgte ein Umbau der Optik. Es wurde ein rotierendes Leuchtfeuer mit 50-W-Halogenlampe eingebaut. Diese wird mit Netzspannung versorgt, Akkumulatoren dienen als Notstromversorgung.
Der Leuchtturm und das Kap waren Drehorte für den Spielfilm The Light Between Oceans aus dem Jahr 2016.